# Secret médical
Le secret médical concerne le secret professionnel des médecins et la confidentialité des dossiers médicaux notamment.

## Droit belge
En Belgique, le secret médical est très proche de celui de la France. L'article 458 du code pénal Belge constitue le frère jumeau de l'ancien article 378 du code pénal français 

## Droit français
Le législateur français considère le secret médical comme un droit de l'individu à maîtriser les données médicales le concernant. La loi Kouchner de 2002, le code de déontologie médicale, le code pénal et le code de sécurité sociale contiennent chacun des dispositions pertinentes.

## Droit québécois
En droit québécois, les règles concernant le secret professionnel des médecins se trouvent notamment dans le régime général de la preuve du Code civil du Québec, le Code des professions, le Code de déontologie des médecins et la Charte des droits et libertés de la personne. La  Loi sur les services de santé et des services sociaux protège également la confidentialité des dossiers médicaux,.